# Alois Rodlauer
Alois Rodlauer (Linz, 15 luglio 1897 – 26 aprile 1975) è stato un aviatore austro-ungarico.
Alois Rodlauer è stato un Asso dell'aviazione dell'Impero austro-ungarico che ha ottenuto cinque vittorie nella prima guerra mondiale.

## Biografia e prima guerra mondiale
Alois Rodlauer è nato il 15 luglio 1897 nella città di Urfahr vicino a Linz. Nel 1915 fu arruolato nell'esercito dove prestò servizio nel 12º reggimento di fanteria. Per il suo eccellente comportamento fu promosso a tenente il 1º febbraio 1917. Nel luglio 1917, si unì all'Aeronautica e completò il corso di pilotaggio al 1° Centro Aviazione di Novi Sad. Il 20 dicembre ha ricevuto il brevetto da pilota ed è stato immediatamente trasferito ad un corso da caccia. Dopo aver completato questo corso, arrivò il 17 marzo 1918 alla Flik 60J da caccia, che era di base nella Valle del Piave all'Aeroporto di Feltre. Il 27 marzo, a causa di un difetto al motore dell'Aviatik D.I, ha avuto un incidente vicino a Marter ed è stato ricoverato in ospedale per un mese.
Il 18 luglio 1918 fu trasferito nella Flik 9 ad Ospedaletto sotto il comando del capitano Ludwig Purm. Qui, la missione era di proteggere prima gli aerei. Nella Flik 9 ha ottenuto altre due vittorie aeree, ma le cifre esatte non sono disponibili, anche perché sono state nelle ultime due settimane di guerra. Alla fine di ottobre, durante un raid aereo, il suo aereo è stato danneggiato e Rodlauer stesso ha riportato gravi ferite. Alla fine della guerra era in ospedale.
Dopo la guerra mondiale era un collaboratore di una linea di apparecchiature elettriche ed elettroniche. Nel 1939 divenne ufficiale della Luftwaffe (Wehrmacht) tedesca. Fece da collegamento in Belgio e nel 1945 divenne prigioniero americano.
Non sono noti ulteriori dettagli della sua vita. Morì il 26 aprile 1975, all'età di 78 anni.